# آناستازیا گلوشکوف
آناستازیا گلوشکوف (به انگلیسی: Anastasia Gloushkov) (زادهٔ ۲۴ مهٔ ۱۹۸۵) شناگر اهل اسرائیل است.